# Melissa Holbrook Pierson

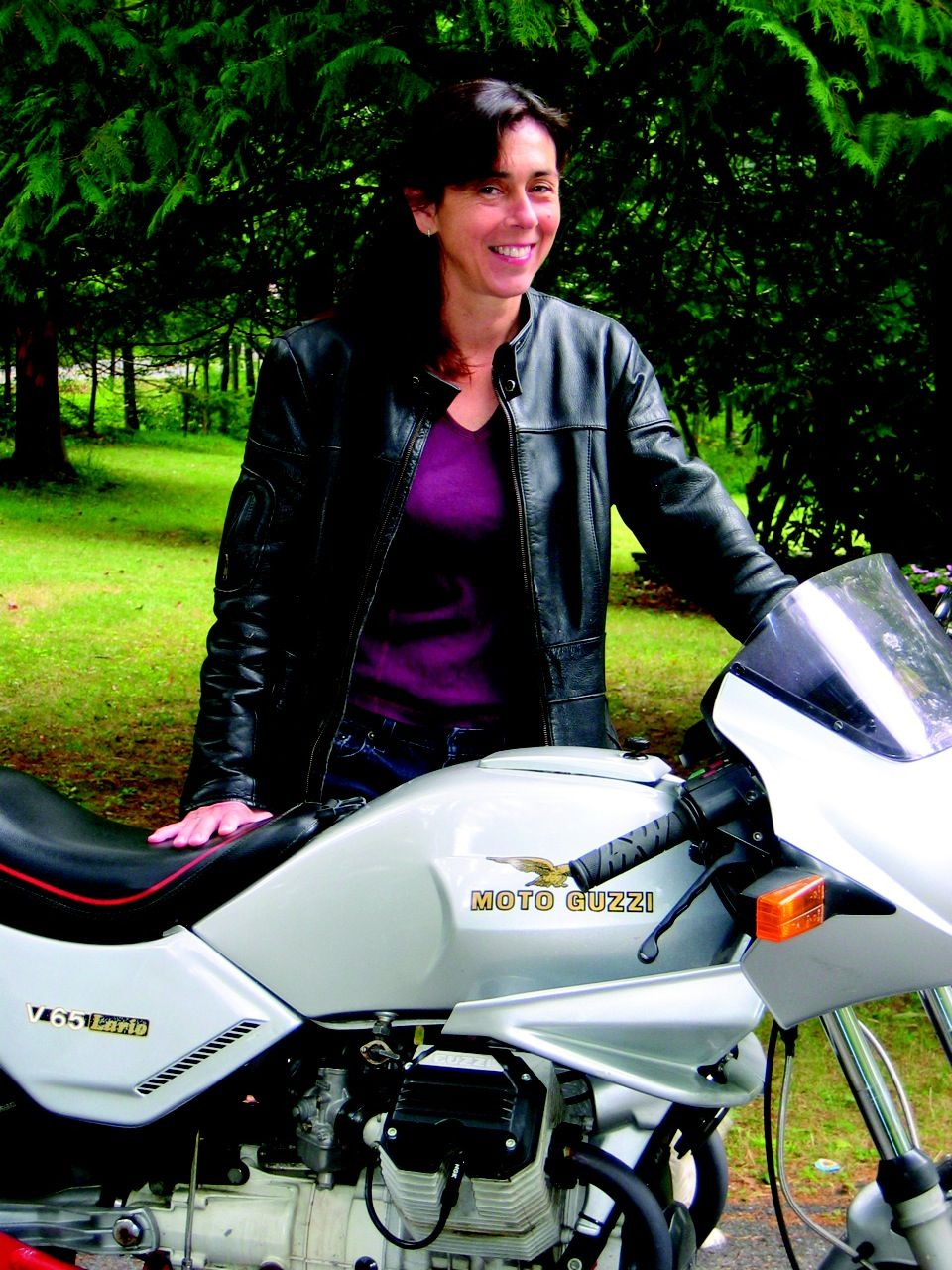
Melissa Holbrook Pierson (2015)

Melissa Holbrook Pierson (geboren am 14. Dezember 1957 in Akron) ist eine US-amerikanische Schriftstellerin und Motorradenthusiastin.

## Leben
Melissa Holbrook Pierson wuchs zusammen mit zwei Schwestern in ihrer Geburtsstadt Akron in Ohio auf, ihr Vater Charles Pierson (1922–2003) war Prozessanwalt. Sie studierte Englische Literatur am Vassar College und erhielt 1980 dort einen Bachelor of Arts. Sie wechselte anschließend an die Columbia University in New York, die sie 1984 mit dem Master abschloss. Im gleichen Jahr schaffte sie sich ihr erstes Motorrad an, eine rot-schwarze 500 cm³ Moto Guzzi V-twin. Nach der Geburt ihres Sohnes hörte sie zunächst mit dem Motorradfahren auf, begann nach ihrer Scheidung jedoch wieder damit. Sie lebte während ihrer Studienzeit in Hoboken, New Jersey und zog von dort nach Kingston in die Catskill Mountains.

## Werk
Melissa Holbrook Piersons Werke befassen sich oft mit biografischen Erfahrungen, die sie mit Fakten anreichert und zu soziokulturellen Kommentaren verdichtet. So machte sie ihre Liebe zum Zweiradfahren, die eigenen Aussagen zufolge einen starken Teil ihrer Identität ausmache, zum Thema ihres ersten Buches, The Perfect Vehicle: What It Is About Motorcycles (1997). Ihr zweites Buch, Dark Horses and Black Beauties aus dem Jahr 2000, knüpft an ihre Teenager-Leidenschaft für Pferde und das Reiten an. The Place You Love is Gone (2006) setzt sich mit dem von ihr subjektiv empfundenen Verlust der Identität ihrer Heimatstadt Akron auseinander, die sie als Kind und Jugendliche kannte. The Man Who Would Stop at Nothing ist das zweite Buch, das sich mit dem Motorradfahren befasst, und kann als Fortsetzung von The Perfect Vehicle angesehen werden. Es beschäftigt sich mit der Biografie des US-amerikanischen Motorrad-Langstreckenfahrers John Ryan.
Neben Monografien erschienen zahlreiche Essays von ihr, unter anderem in der Los Angeles Times, Daily Beast, Washington Post und The Nation. Robert Atwan nahm ihr 2020 erschienenes Essay Smoking in Wartime in seine Liste der Bemerkenswerten Essays und literarischen Sachbücher des Jahres 2020 auf. Sie schreibt Literaturkritiken und besprach von 1990 bis 1999 Videofilme für Entertainment Weekly.

## Publikationen
Monografien
- The Perfect Vehicle: What It Is About Motorcycles. W. W. Norton & Company, New York 1997, ISBN 978-0-393-04064-7.
  - Über die Leidenschaft, ein Motorrad zu fahren. Hoffmann & Campe, Hamburg 1998, ISBN 978-3-45-511240-5.
  - El Vehiculo Perfecto: Va de motos. La Mala Suerte Ediciones, La Mortera 2020, ISBN 978-84-121436-1-4.
- Dark Horses and Black Beauties: Animals, Women, a Passion. W. W. Norton & Company, New York 2000, ISBN 978-0-393-04947-3.
- The Place You Love is Gone: Progress Hits Home. W. W. Norton & Company, New York 2006, ISBN 978-0-393-34538-4.
- The Man Who Would Stop at Nothing. W. W. Norton & Company, New York 2011, ISBN 978-0-393-07904-3.
- The Secret History of Kindness: Learning From How Dogs Learn. W. W. Norton & Company, New York 2015, ISBN 978-0-393-06619-7.

Anthologien
- mit Lucy Sante: O. K. You Mugs. Writers on Movie Actors. Knopf Doubleday, New York 2000, ISBN 978-0-375-70092-7.

Essays
- To the Edge: Motorcycles and Danger. In: Thomas Krens, Matthew Drutt (Hrsg.): The Art of the Motorcycle. Guggenheim Museum, New York 1998, ISBN 978-0-892-07207-1.
- The Hunted. In: Yona Zeldis McDonough (Hrsg.): All the Available Light: A Marilyn Monroe Reader. Simon & Schuster, New York 2002, ISBN 978-0-684-87392-3.
- Whippets. In: Joshua Glenn & Carol Hayes (Hrsg.): Taking Things Seriously: 75 Objects with Unexpected Significance. Princeton Architectural Press, New York 2007, ISBN 978-1-568-98690-6.
- My Fifteen Minutes. In: The Bark Editors (Hrsg.): Howl: A Collection of the Best Contemporary Dog Wit. Crown Publishing, New York 2007, ISBN 978-0-307-33838-9, S. 169–172.
- Guided by the Stars. In: Jeffrey Schnapp (Hrsg.): Moto Guzzi: 100 Years. Rizzoli, New York 2021, ISBN 978-8-891-83187-3.
- Losing Home. In: Orion Magazine (online).
- Air and Ice, 1994. In: Tin House. 9. Mai 2018 (online).
- Memory City. In: Place 2020–2021 (online).